# Xianghua Chai
Chai Xianghua (チャイ・シャンファ?, Shanfa Chai) è un personaggio della serie videoludica Soulcalibur.

## Biografia

### Xianghua Chai
Nella serie videoludica Soulcalibur, la protagonista ha 16 anni, si chiama Xianghua Chai, e fa parte di una dinastia di donne e uomini guerrieri servitori della Cina per molte generazioni. Il capostipite della dinastia è un generale dell'impero Ming.
Xianghua, la futura figlia di Xiangfei, venne inviata presso il prestigioso Tempio di Ling-Sheng Su per imparare l'arte della scherma. Venne diligentemente addestrata e divenne estremamente abile con il Taijiquan, superando molti dei monaci al tempio. A seguito della morte di suo padre, Xiangfei visse una storia d'amore proibita con un monaco del tempio, Kong Xiuqiang, ritenuto il candidato più adatto a ereditare la tradizione del Santo bastone, Kali-Yuga; questo fino alla nascita illegittima della loro prima figlia, Xianglian, che, di fatto, svelò il loro amore a tutti gli altri monaci. Questi furono molto severi, per cui Xianglian, al compimento dei suoi due anni venne presa in adozione dai genitori di Xiangfei. Xiangfei era troppo triste per rimanere al tempio. Han Dongxiu, fratello di Xiuqiang, esortò Xiuqiang a partire con lei e mettere su famiglia con la sua amata, ma Xiuqiang si rifiutò, per cui Xiangfei accettò che fu una scelta giusta. Ma come addio definitivo, Dongxiu donò a Xiuqiang il Krita-Yuga per donarlo alla sua amata, come promessa il giorno in cui i due si fossero incontrati di nuovo.
Xiuqiang non seppe però, che quando Xiangfei lasciò il tempio, questa era incinta di un secondo figlio. Lei segretamente tornò nel suo Paese, e fu accolta in casa Chai, dove divenne soldato della Guardia Imperiale della dinastia Ming. Mesi dopo, diede alla luce la sua seconda figlia, Xianghua, ma non rivelò alla ragazza chi fosse il padre o il suo lignaggio. Nel frattempo, al tempio si resero conto che mancava il Krita-Yuga, scoprendo che Xiuqiang lo aveva rubato. Xiuqiang fu esiliato dal tempio, ma Xianglian vi rimase per l'addestramento. Xiuqiang poi scoprì la sorte di Xiangfei, ma la famiglia Chai chiese di lasciarla sola, non solo per il bene della sua formazione, ma anche perché sarebbe stata più felice nella sua ignoranza. Intanto, quando i monaci del tempio vennero da Xiangfei alla ricerca della spada mancante, tutto quello che trovarono era una giovane, Xianghua, dotata di uno scarso Taijiquan, per cui rimandarono la ricerca a più tardi. Solo Xiuqiang capì che la Jian di Xianghua per quanto scarsa, era in realtà il Krita-Yuga sotto mentite spoglie.
Con il passare del tempo, Xianghua aveva imparato a usare lo Jian altrettanto bene come la madre, quando Xiangfei morì poco dopo il decimo compleanno di Xianghua. Sei anni dopo, la dolcissima Xianghua divenne membro della Guardia Imperiale.
L'imperatore della dinastia Ming era desideroso di impossessarsi della "Spada degli Eroi", perciò inviò validi guerrieri al di fuori dalla Cina per impadronirsene. Persa la pazienza per il lungo tempo passato senza ricevere notizie, inviò i membri della sua Guardia Imperiale per aiutare l'avanzamento della ricerca più rapidamente. Le guardie viaggiarono sotto le mentite spoglie di una troupe teatrale in viaggio, con Xianghua quale attrazione principale, in modo da non sollevare il sospetto della loro vere intenzioni. Mentre si preparava per il viaggio, ricordò le parole in punto di morte di sua madre: lei era nata per completare un compito importante, doveva percorrere la sua strada ma in un futuro incerto. Col Taijiquan, ricordo di sua madre, Xianghua decise di partire da sola. Nel corso del suo viaggio, incontrò un membro del Tempio di Ling-Sheng Su in Cina, Kilik, ed un pirata giapponese del Regno di Ryukyu, Maxi. Rivelata da Kilik la natura maligna della spada, accettò l'aiuto di entrambi al fine di distruggere la lama del male, non sapendo per tutto il tempo che la sua a lungo persa sorella, Xianglian, era stato uccisa da Kilik, consumato da una rabbia incontrollabile la notte dell'Evil Seed.
Sempre con l'aiuto di Kilik e Maxi, Xianghua fece irruzione nel Castello di Ostrheinsburg. Maxi sconfisse la guardia del castello, Astaroth, sparendo subito dopo. Kilik e Xianghua insieme uccisero le orde di nemici e raggiunsero la Soul Edge. Kilik usò il suo Kali-Yuga per sconfiggere il malvagio Nightmare, ma subito dopo i combattenti, vennero attirati in un vuoto etereo in cui apparve l'Inferno. La battaglia precedente aveva lasciato Kilik troppo stanco per combattere, ma Xianghua, al ricordo di sua madre, ridestò la sua Krita-Yuga nella sua vera forma: la spada sacra Soul Calibur. Dopo una dura lotta, Xianghua sconfisse il suo avversario col potere protettivo della Soul Calibur. Nel momento in cui il vuoto iniziò a crollare, Xianghua salvò Kilik, anche se dovette lasciare la spada ricordo di sua madre.

## Soulcalibur II
Compiuti vent'anni, dopo aver distrutto la spada richiesta dall'imperatore, un uomo misterioso, di nome Edge Master, si avvicinò a lei e la premiò con uno Jian anonimo, il cosiddetto "No Name", in cambio del grande gesto appena compiuto.
Una volta tornata, Xianghua cadde in disgrazia presso l'imperatore a causa della sua incapacità di trovare la Soul Edge. Fu spogliata del suo rango e riassegnata in una posizione servile. Mantenne però in segreto il suo ruolo nella distruzione della Soul Edge. Quattro anni più tardi, la raggiunse la notizia che l'imperatore aveva attaccato Xiwei, l'odierna Xi'an, nel passato al centro del governo del territorio occidentale della dinastia Ming. L'imperatore riteneva che gli abitanti della fortezza nascondessero la Soul Edge, così, quando le guardie della fortezza vennero uccise dai suoi inviati a dispetto della sua ostinazione cieca, ordinò che la città e i suoi cittadini venissero completamente distrutti, giustificando pubblicamente la presenza di una rivolta. Quando il castello cadde e la spada non venne trovata, l'imperatore risvegliò dal suo torpore Xianghua, chiedendole di indagare tra le rovine, dato che la sua esperienza poteva essere utile per localizzare la spada tra le macerie. Grazie a delle spie Xianghua scopre la verità dietro l'attacco dell'impertaore Ming. Lei credeva di aver distrutto il Soul Edge, ma la sua indagine provò il contrario. Se quella storia fosse stata vera, Xianghua avrebbe avuto bisogno di trovare tutti i frammenti e di distruggerli. Fece così un secondo viaggio da sola, convinta che questo era un peso che doveva sopportare, dal momento che la prima volta non era riuscita a distruggere completamente la Soul Edge.

## Soulcalibur III
Nel terzo capitolo di Soulcalibur vede Xianghua riunirsi nuovamente con Kilik. Durante il loro viaggio, i due si imbatterono con Zasalamel, conosciuto come, "l'uomo con la falce", incaricato a eliminare coloro che possedevano il potenziale per distruggere la Soul Edge. Zasalamel attaccò e sconfisse Kilik. In seguito, Xianghua portò Kilik gravemente ferito in casa sua, dove sentiva che avrebbe avuto un pieno recupero. Dopo avergli lasciato una lettera, se ne andò. Xianghua aveva bisogno di aumentare le sue capacità di combattimento per cui cercò un vecchio generale in contatto con Edge Master. Dopo l'allenamento con il vecchio generale, le abilità nel combattimento di Xianghua migliorarono notevolmente. Tuttavia, non importa quanto provasse, la ragazza non riusciva a scrollarsi di dosso una sensazione opprimente di inadeguatezza a causa della sua incapacità di aiutare Kilik. Si disse di non avere paura nel scarso tentativo di auto-convincersi. Il vecchio generale notò la sua ansia e le fornì allora dei saggi consigli.
Xianghua cominciò ad addestrare la sua mente. Piuttosto che diventare debole, sarebbe stato più facile al suo cuore filtrare sia il bene che il male. Dopo mesi di allenamento, si sentiva pronta, salutò il generale, ed iniziò nuovamente il suo viaggio. Così lasciò il tempio per combattere da sola.

## Soulcalibur IV
Nel quarto episodio di Soulcalibur, Xinghua, mentre viaggiava ad ovest sulla via della seta, la dolce Xianghua rincontra Kilik per la terza volta. In seguito, i due viaggiarono in India per trovare Maxi. Tuttavia, Kilik non si unì a loro.
Xianghua era preoccupata che Kilik fosse alla ricerca della Soul Edge, così da poter ottenere la sua vendetta su Astaroth. Era pertanto suo dovere fermarlo.
Nel frattempo, Xianghua non aveva idea di che tipo di sentimenti Kilik avesse per lei, sentimenti per lui chiari. Tuttavia, non poteva rendergli conto di quei sentimenti. Dovevano distruggere la Soul Edge, in quanto, se non l'avessero correttamente distrutta, il mondo avrebbe subito una moltitudine di calamità. Era deciso che, finalmente, questa volta, potesse eliminare la spada. Quando vide una meteora in direzione ovest, sapeva che la battaglia finale stava arrivando.

## Soulcalibur V
Qualche anno dopo, si riunì a Kilik, ma considerò ciò il risultato di uno sfortunato destino, i due si separarono nuovamente. 
Tornando alla sua terra natale nell'impero Ming con il cuore spezzato, alla fine arrivò alla realizzazione che era incinta. Tuttavia però, suo nonno essendo patriarca della casa Chai era furioso per questo, poiché Xianghua era la seconda generazione di donne di una famiglia così illustre a ad avere in grembo il figlio di un uomo sconosciuto. A Xianghua fu ordinato di fare un aborto indotto per poi sposarsi in un matrimonio combinato, ma conoscendo la sua situazione, Xianghua fu salvata dall'erede della famiglia Yan, "Yan Wujin" che discusse con il nonno di Xianghua e emise una condizione per sposarla e non rivelare lo scandalo, per permettere al bambino, Xiba, di vivere. Da lui ebbe due figli Yan Leixia e Yan Leixin.

## Armi
- Krita Yuga (Soulcalibur)
- Nessun Nome (da Soulcalibur II in poi, Jian, spada cinese)